# Борг честі (фільм, 1918)
«Борг честі» (англ. The Debt of Honor) — американська драма режисера О. А. С. Лунда 1918 року.

## У ролях
- Пеггі Гайланд — Честь
- Ерік Мейн — Стенлі Міддлтон
- Ірвінг Каммінгс — Честер Голбрук
- Френк Голдсміт — Френк Шиллер
- Гейзел Адамс — Ірма Міддлтон